# Lac Bryson
Le lac Bryson est un plan d'eau situé dans le territoire non-organisé de Lac-Nilgaut, Pontiac, Québec, Canada. Le lac se déverse dans la rivière Coulonge par le ruisseau Bryson, d'une longueur de 2,5 km et situé au nord du lac.